# Swoboda wejścia i wyjścia
Swoboda wejścia i wyjścia – możliwość swobodnego i darmowego (bez ponoszenia dodatkowych kosztów) wejścia na rynek i wyjścia z rynku przez firmy i przedsiębiorstwa. Swoboda wejścia i wyjścia zależy od potencjalnej konkurencyjności (contestability) danego rynku i jest cechą zasadniczą konkurencji doskonałej. W przypadku, gdy nie istnieje swoboda wejścia i wyjścia, występuje rynek sporny.
- Swoboda wejścia na rynek występuje wtedy, gdy wszystkie przedsiębiorstwa, zarówno wchodzące na rynek jak i istniejące na nim, mają dostęp do tych samych technologii (mają identyczne krzywe kosztów).
- Swoboda wyjścia z rynku istnieje wówczas, gdy nie istnieją koszty utopione, czyli bezpowrotnie utracone nakłady. Opuszczając gałąź, przedsiębiorstwo powinno odzyskać wszystkie poniesione dotychczas nakłady.

## Warunek zerowych kosztów wyjścia i wejścia
Warunek zerowych kosztów wyjścia i wejścia nie występuje w rzeczywistym świecie. Koszty związane z wejściem do danej gałęzi lub też z jej opuszczeniem są niejednokrotnie bardzo wysokie. Wynika to przede wszystkim ze specyfikacji kapitału ludzkiego i rzeczowego, co stwarza konieczność ponoszenia dodatkowych kosztów związanych z adaptacją poszczególnych elementów. Ponadto ponoszone są koszty przeznaczane na promocję różnorodnych produktów.